# Trinity Desktop Environment

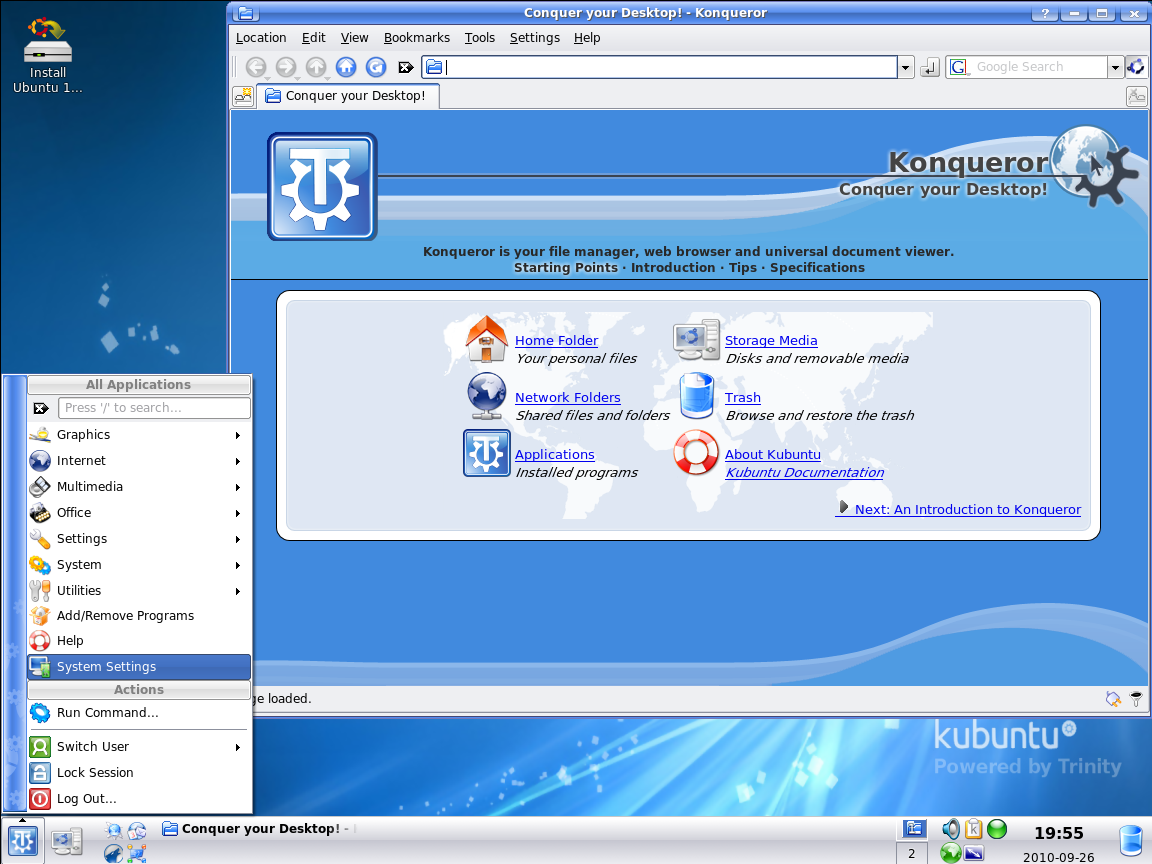
Trinity 3.5.12, Kubuntu

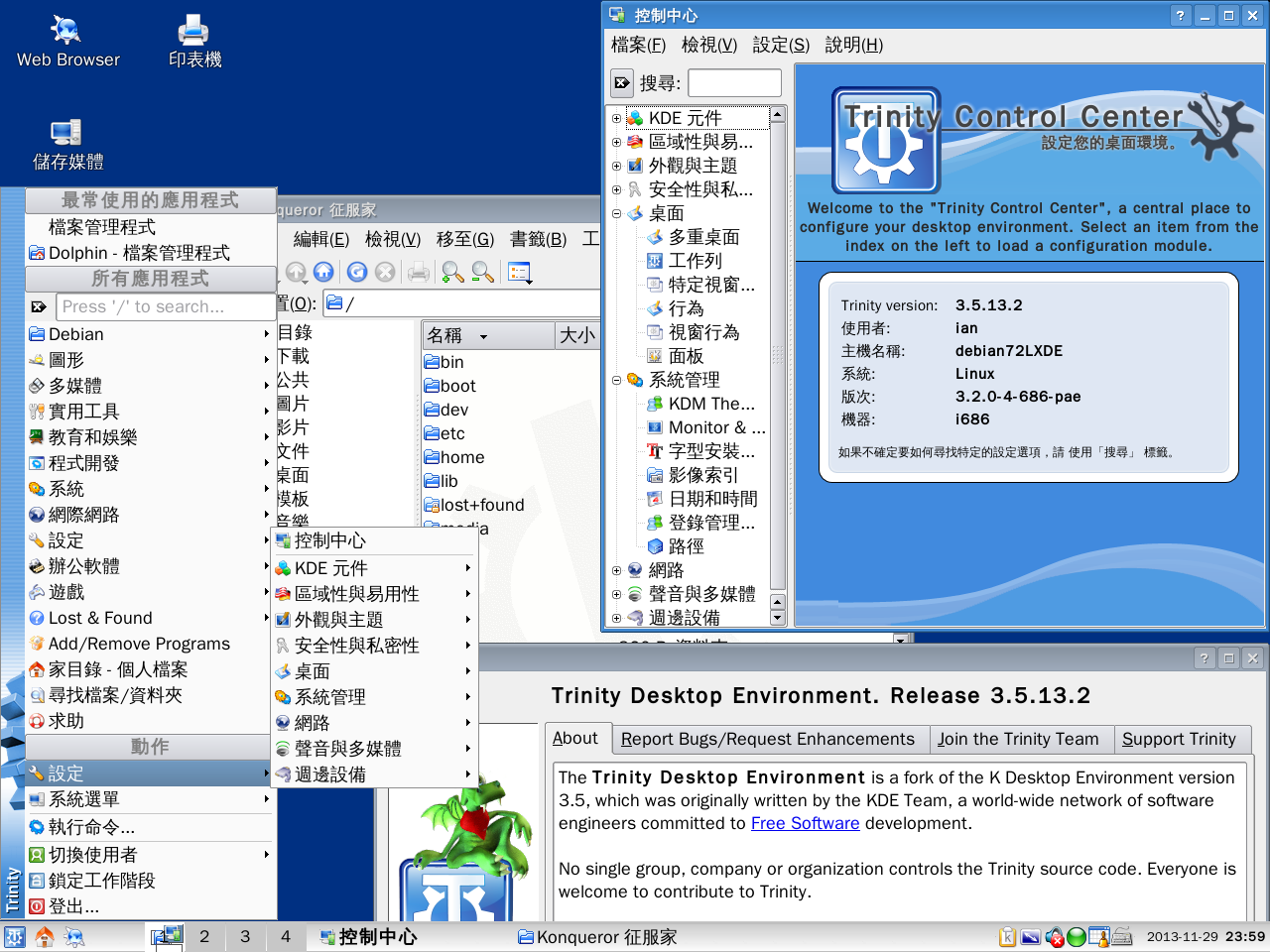
Trinity 3.5.13.2 (по-китайськи)

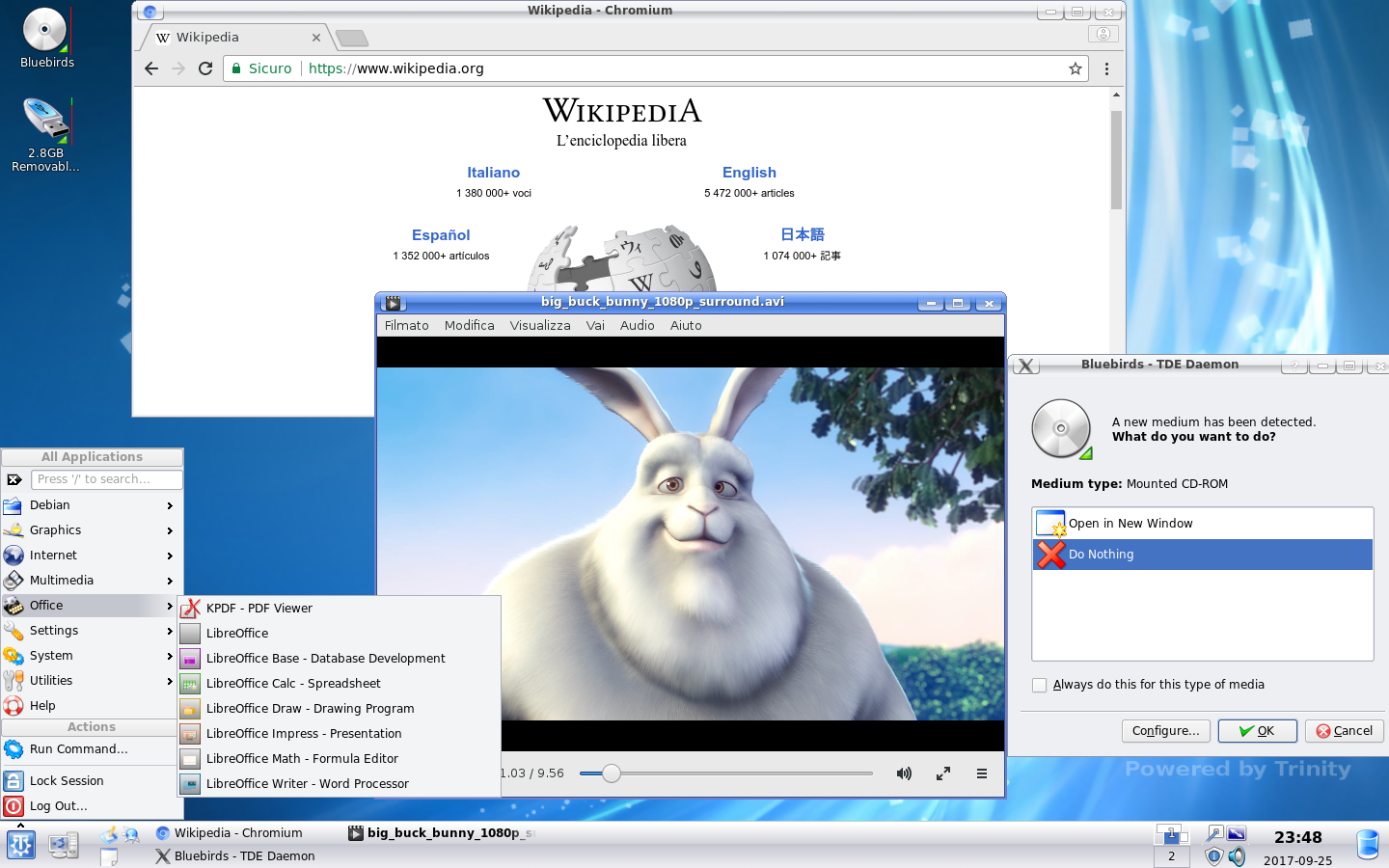
Trinity R14.0.4, Kubuntu

Trinity Desktop Environment (TDE) — середовище стільниці, що розроблене для Linux та Unix-подібних систем, є вільним програмним забезпеченням. Був початий Тімоті Пірсоном як форк KDE 3.5 у 2010 році, який розробляв Kubuntu з KDE 3.5 після того, як дистрибутив перейшов на KDE Plasma 4.
TDE тепер є повністю незалежним проєктом зі своєю командою розробників, що доступний для різних дистрибутивів Linux, BSD та DilOS. Очолюється Славеком Банко.
TDE має на меті забезпечити стабільне стільникове середовище із можливістю широкого налаштування, продовжуючи постійне виправлення помилок, додавання додаткових функцій та сумісності з новим обладнанням. Trinity доступний для Debian, Ubuntu, Devuan, Raspbian, Fedora, Red Hat, Mageia, OpenSUSE, Slackware та інших дистрибутивів. За замовчуванням, він використовується на принаймні двох дистрибутивах Linux: Q4OS та Exe GNU/Linux. Починаючи з версії 3.5.12 (її другий офіційний випуск), TDE використовує власний форк Qt3, відомий як TQt3, щоб полегшити встановлення TQt разом із пізнішими випусками Qt.

## Випуски
Ранні релізи Trinity використовували систему керування версіями від K Desktop Environment 3.5. У випуску R14.0 було використано нову СКВ для запобігання порівняння зі старою версією KDE на основі лише іншого номера версії та нової візуальної теми. Тема «Trinity Lineart» була заснована на «KDE Lineart» (KDE 3.4), маючи нові шпалери, заставку, «Про програму» (наприклад, Konqueror і Trinity Control Center), фон робочого столу, а також банери (KPersonalizer і Kate). Теми вікон, віджетів та піктограм залишилися недоторканими, окрім заміни всіх логотипів KDE на Trinity.
Trinity вийшло зберегти візуальну тему KDE 3.5, замінивши копірайти «KDE 3.5» зі шрифтом «Kabel Book» на «TDE» з іншим черенком, хоч і бічне зображення в K-Menu було позначено як «Trinity». З іншого боку, версії Kubuntu (починаючи з версії 8.04) використовували «Crystal Fire» як фон робочого столу за замовчуванням разом з «бічним зображенням» K-Menu, більшими елементами та макетом меню.

### Історія

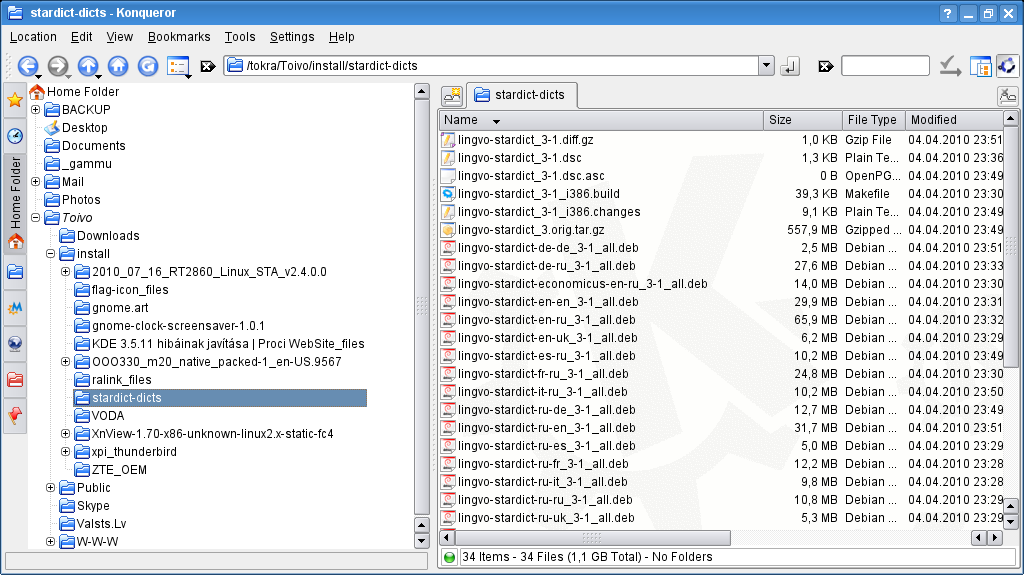
Веб-браузер в TDE

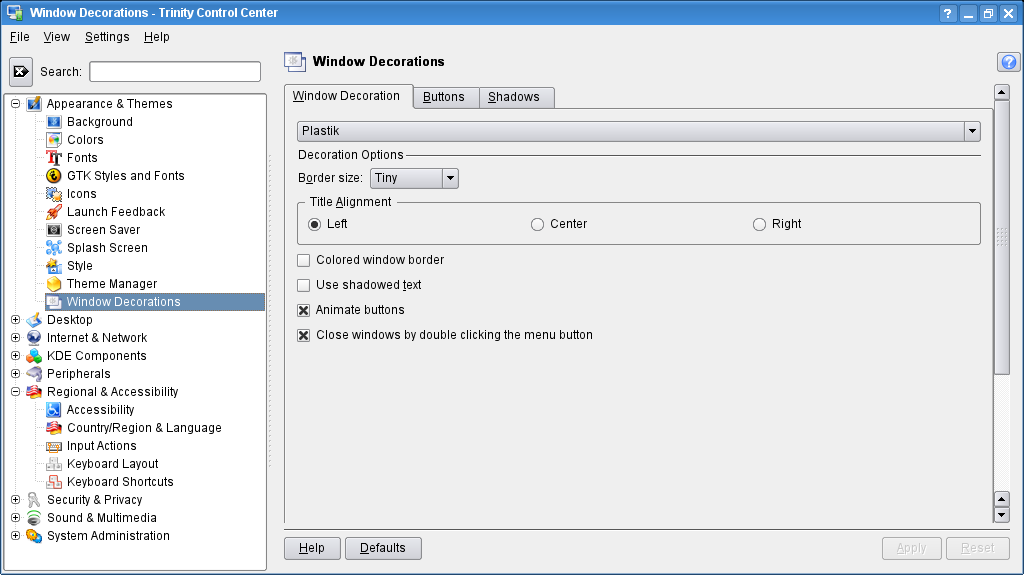
Панель керування TDE

| Дата                   | Подія                                                      |  |
| 3.5                    | 3.5                                                        |  |
| ---------------------- | ---------------------------------------------------------- |  |
| 29 квітня 2010 року    | 3.5.11 Виправлення помилок                                 |  |
| 3 жовтня 2010 року     | 3.5.12 Виправлення помилок                                 |  |
| 1 листопада 2011 року  | 3.5.13 Виправлення помилок                                 |  |
| 12 жовтня 2012 року    | 3.5.13.1 Виправлення помилок                               |  |
| 21 липня 2013 р.       | 3.5.13.2 SRU [Архівовано 7 травня 2022 у Wayback Machine.] |  |
| 14.0                   |                                                            |  |
| 16 грудня 2014 року    | 14.0.0                                                     |  |
| 30 серпня 2015 року    | 14.0.1                                                     |  |
| 28 листопада 2015 року | 14.0.2                                                     |  |
| 28 лютого 2016 року    | 14.0.3                                                     |  |
| 7 листопада 2016 року  | 14.0.4                                                     |  |
| 18 серпня 2018 року    | 14.0.5                                                     |  |
| 30 березня 2019 року   | 14.0.6                                                     |  |
| 30 грудня 2019 року    | 14.0.7                                                     |  |
| 29 квітня 2020 року    | 14.0.8                                                     |  |
| 1 листопада 2020 року  | 14.0.9                                                     |  |
| 30 квітня 2021 року    | 14.0.10                                                    |  |
| 31 жовтня 2021 року    | 14.0.11                                                    |  |
| 1 травня 2022 року     | 14.0.12                                                    |  |

## Зовнішні посилання
- Офіційний сайт </img>
- Офіційне сховище Git [Архівовано 7 травня 2022 у Wayback Machine.]